# Imamat de Fouta-Toro
1776–1859
Entités précédentes :
- Empire du Grand Fulo

Entités suivantes :
- Sénégal et dépendances

L'imamat de Fouta-Toro (arabe : إمامة فوتة تورو) est une monarchie théocratique musulmane du peuple peul (Fulɓe et Toucouleurs ) dans la moyenne vallée du fleuve Sénégal en afrique occidentale. La région connue sous le nom de Fouta-Toro constitue une confédération des provinces du Dimar, Toro, Damga, Fouta central, Laaw, Bousseya, Ferlo, N'Guenar, Haayre, Irlabe Ebiabe.

## Origines
Fouta-Toro est une bande de terres agricoles le long des deux rives du fleuve Sénégal,. Les habitants de la région parlent pulaar, un dialecte peul. Ils s'identifient par la langue, qui donne naissance au nom Haalpulaar'en (ceux qui parlent Pulaar). Les Haalpulaar'en sont également connus sous le nom de peuple Toucouleurs, un nom dérivé de l'ancien État de Takrur. De 1495 à 1776, le pays faisait partie du royaume Denanke. Les chefs Denianke étaient un clan de Fulbe non musulmans qui régnaient sur la majeure partie du Sénégal.
Une classe d'érudits musulmans appelée Torodbe  semblant provenir du royaume du Fouta-Toro, se répandra plus tard sur les territoires Fulbe. Deux des clans Torodbe de Fouta-Toro descendraient d'un parent du VIIe siècle de l'un des compagnons du prophète Mahomet qui faisait partie d'un groupe d'envahisseurs de Fouta-Toro. Les Torodbe étaient peut-être déjà un groupe distinct lorsque les Denianke conquirent Fouta-Toro.
Dans le dernier quart du XVIIe siècle, le réformateur mauritanien Zawāyā Nasir al-Din lance un djihad pour restaurer la pureté de l'observance religieuse dans le Fouta-Toro. Il obtient le soutien du clan clérical Torodbe contre les guerriers, mais en 1677, le mouvement avait été défait. Après cette défaite, certains Torodbe ont migrent vers le sud - vers Bundu - et certains continuent vers le Fouta-Djalon. Les agriculteurs de Fouta-Toro continuent à subir les attaques des nomades de Mauritanie. Au XVIIIe siècle, un ressentiment s'installe au sein de la classe inférieure musulmane face au manque de protection contre ces attaques.

## Djihad

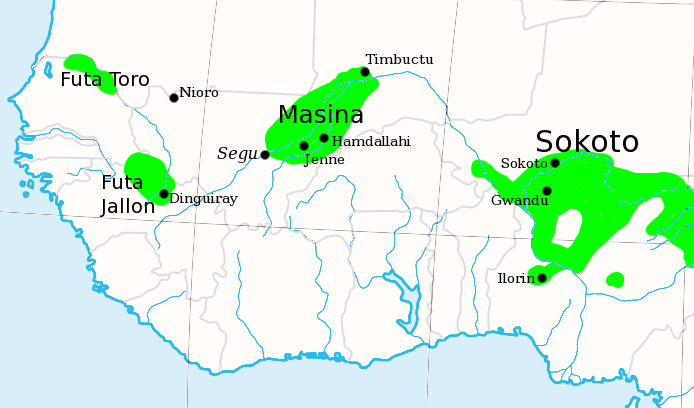
Les États peuls du Djihad d'Afrique de l'Ouest, v. 1830

En 1726 ou 1727, Karamokho Alfa mène un djihad à Fouta-Djallon au sud, conduisant à la formation de l'Imamat du Fouta-Djalon. Il s'est ensuivi un djihad à Fouta-Toro entre 1769 et 1776 dirigé par Souleymane Baal. En 1776, les Torodbe chassent la dynastie Denianke au pouvoir. Souleymane meurt en 1776. Abdul Kader lui succède. Ce dernier est un enseignant instruit et un juge ayant étudié au royaume du Cayor.
Abdul Kader devient le premier Almamy  de l'Almamyat théocratique de Fouta-Toro. Il encourage la construction de mosquées et poursuit une politique agressive envers ses voisins. Les Torodbe interdisent le commerce des esclaves sur le fleuve. En 1785, ils obtiennent un accord des Français pour arrêter le commerce des esclaves musulmans et payer les droits de douane à l'État. Abdul Kader vainc les émirats du Trarza et du Brakna au nord, mais est vaincu et capturé lors de l'attaque des États wolof du Cayor et du Waalo vers 1797. Après sa libération, l'élan du djihad est terminé. A la mort d'Abdul Kader en 1806, l'État est dominé par quelques familles d'élite Torodbe.

## Gouvernement
L'Almamyat est dirigé par un Almamy élu, parmi un groupe de lignées éligibles, par un conseil électoral. Ce conseil comprend un noyau fixe et une périphérie fluctuante de membres. Deux familles sont éligibles au trône, la famille Wane de Mbumba et la famille Ly de Jaaba.
Au milieu du XIXe siècle, le Fouta-Toro est menacé par les Français dirigés par le gouverneur Louis Faidherbe. L'Almamyate à cette époque est divisé en trois parties. La région du Centre comprend le siège de l'Almamy élu, soumis à un conseil de 18 électeurs. L'ouest, appelé la région de Toro, est administrée par les Lam-Toro . L'est, appelé Fouta Damga est théoriquement administré par un chef appelé El-Feki, mais en pratique n'avait qu'une autorité nominale.
L'Almamyate ressort très affaiblit du XXe siècle. Le royaume est alors officiellement gouverné par l'Almamy, mais le pouvoir se trouve entre les mains des chefs régionaux des provinces centrales qui possèdent beaucoup de terres, des partisans et des esclaves. La lutte de diverses coalitions d'électeurs et d'éligibles accéléré encore le déclin de l'Almamyat. L'Almamys continuera d'être intronisé à Fouta-Toro tout au long du XXe siècle, mais avec un rôle uniquement cérémoniel.

## Effondrement
Cheikh oumar foutihou Tall, originaire de Toro, lance un Djihad en 1852. Ses forces réussissent à établir plusieurs États au Soudan, à l'est de Fouta-Toro, mais les Français sous le commandement du major Louis Faidherbe l'empêchent d'inclure Fouta-Toro dans son empire. Pour atteindre ses objectifs, Oumar recrute massivement en Sénégambie, en particulier dans son pays natal. Le processus de recrutement atteint son point culminant lors d'une grande campagne menée entre 1858 et 1859. Il a pour effet de saper toujours plus le pouvoir de l'Almamy. L'autorité des chefs de région, et particulièrement celle des électeurs, est beaucoup moins compromise que celle de l'Almamy. Certains de ces dirigeants prennent leur indépendance et combattent seuls les Français et Oumar Tall. En conséquence, l'Almamy et les chefs commencent à compter de plus en plus sur le soutien français. Oumar Tall est vaincu par les Français à Medine en 1857, perdant l'accès à Fouta-Toro.
Fouta-Toro est annexé par la France en 1859, bien qu'en pratique elle faisait partie depuis longtemps de la sphère d'influence française. En 1860, Oumar Tall conclu un traité avec les Français dans lequel il reconnaissait leur suprématie à Fouta-Toro, alors qu'il était reconnu à Kaarta et Ségou. Dans les années 1860, l'Almamy de Fouta-Toro est Abdul Boubakar,  mais son pouvoir était nominal. En juin 1864, les Maures et le groupe Booseya de Fula collaborent au pillage des barges commerciales échouées près de Saldé à l'est, provoquant des représailles françaises sévères a l'encontre des deux groupes.
Les Français soutiennent généralement les hommes forts tels qu'Abdul Bokar Kan de Bossea, Ibra Wane de Law et Samba Umahani à Toro lorsqu'ils attaquent des caravanes dans la région, espérant décourager l'immigration de la région vers le nouvel État d'Umar. La peur de l'immigration musulmane continue des français, conduit les autorités militaires à attaquer les clients restants de la France en 1890. Abdul Bokar Kan s'enfuit mais est assassiné en août 1891 par les Berbères de Mauritanie. Les Français consolident leur contrôle complet de la région.